# Goar (Alane)
Goar (* vor 390; † um 450) war ein Anführer der Alanen bei ihrem Einfall in Gallien im Jahr 406. Er schloss sich dann den Römern an und spielte in der Folge eine Rolle in der Regionalgeschichte Galliens.

## Leben
In der Silvesternacht 406/407 nutzten die asdinigischen und silingischen Vandalen gemeinsam mit Quaden, Alanen, Sueben und Alamannen die Schwäche des Römischen Reiches, das mit der Abwehr der Westgoten in Italien beschäftigt war, zur Überquerung des Rheins bei Mainz. Die Alanen standen dabei unter dem Kommando Goars und Respendials. Sie stammten vermutlich aus Pannonien, wo die Alanen um 380 erwähnt werden. Fränkische Föderaten Roms versuchten, die einfallenden Germanen zu bekämpfen, wobei es ihnen gelang, Godigisel, den Anführer der asdingischen Vandalen, zu töten, doch wurden die Franken von alanischen Truppen unter Respendial zurückgeschlagen. Dem Bericht des Gregor von Tours zufolge (der sich auf das heute verlorene Geschichtswerk des Renatus Profuturus Frigeridus stützte) war Goar „zu den Römern gegangen“, wobei unklar ist, ob er bereits beim Rheinübergang von 406 gegen sein eigenes Volk gekämpft hat. Jedenfalls blieb er in Gallien, während die Germanen weiter zur iberischen Halbinsel zogen.
Im Jahr 411 erscheint Goar dann im Zusammenhang mit der Usurpation des Jovinus, der sich mit Hilfe der Burgunden unter Gundahar in Mainz zum Kaiser erhob; daran war auch Goar beteiligt. Bereits 407 hatte sich Konstantin III. in Gallien ebenfalls zum Kaiser erklärt. Konstantin wurde 411 von Truppen unter dem Heerführer Constantius III., die loyal zu Kaiser Honorius standen, in Arles belagert, im Herbst dieses Jahres besiegt und enthauptet. Nun drohte Jovinus, er werde mit Burgunden, Alamannen, Franken und Alanen gegen Constantius ziehen; vermutlich war dabei auch Goar in seinem Gefolge. Die Westgoten hatten unterdessen Rom geplündert und marschierten auf Gallien zu und es war zunächst unklar, wie ihr Anführer Athaulf in die gallischen Thronrivalitäten eingreifen würde. Er entschloss sich schließlich, für Honorius Partei zu ergreifen, und besiegte Jovinus in Valence. Was mit Jovinus’ germanischen Unterstützern geschah, ist nicht überliefert.
Im Jahr 414 wandten sich die Westgoten dann wieder gegen die Römer, deren Stützpunkt in Bazas (im heutigen Département Gironde) sie belagerten, unterstützt von alanischen Scharen. Dem Bericht des Paulinus von Pella zufolge hatte der Anführer der Alanen (möglicherweise Goar) die Seiten gewechselt und war zu den Römern übergelaufen, woraufhin die Westgoten die Belagerung abbrechen mussten und sich nach Spanien wandten. Für das Jahr 446 wird von einer Konfrontation des Bischofs Germanus von Auxerre mit Alanen unter einem „Eochar“ berichtet; auch hier ist die Identifikation mit Goar unsicher, zumal die Alanen in Gallien zwischenzeitlich unter der Herrschaft eines Sambida standen. In jedem Fall handelt es sich bei den Alanen, die in die genannten Vorfälle verwickelt waren, sicher um dieselben, die 451 auf den Katalaunischen Feldern auf Seiten der Römer, Westgoten und Franken gegen die Hunnen unter Attila kämpften. Zu diesem Zeitpunkt dürfte Goar jedoch mit einiger Wahrscheinlichkeit bereits tot gewesen sein.
Wichtigste Quellen für die Alanen in Gallien sind neben Gregor von Tours Olympiodoros von Theben, Paulinus von Pella und Constantius von Lyon.